# Hotin
Hotin (în ucraineană Хотин, transliterat: Hotîn, în rusă Хотин, transliterat: Hotin, în poloneză Chocim) este un oraș în regiunea Cernăuți (Ucraina), fosta reședință a raionului omonim. Este situat la distanțe de 48 km nord-est de orașul Cernăuți și 67 km nord-vest de orașul Briceni (Republica Moldova). Orașul se află la o altitudine de 247 metri, pe malul fluviului Nistru, în partea de nord-est al raionului. Are 10,438 locuitori, preponderent ucraineni.
Hotinul, pentru prima dată atestat în anul 1001 , este localizat pe malul drept al Nistrului, fiind parte a provinciei istorice Basarabia. Arhitectura orașului include Cetatea Hotinului, construită în secolele XIII-XV (o nouă fortăreață a fost construită în anul 1325, având îmbunătățiri majore în 1380 și 1460) și două edificii din secolul al XV-lea al domnitorului moldovean Ștefan cel Mare: Palatul Domnesc și clopotnița orașului .
în cursul istoriei, orașul a aparținut Rusiei Kievane și Cnezatului Galiciei (1001–1349), Moldovei (1359–1432, 1459–1538, 1541–1562, 1572–1615, 1617–1620, 1621–1673, 1674–1684, 1699–1712), Poloniei (1432–1459, 1538–1541, 1562–1572, 1615–1617, 1620–1621, 1673–1674, 1684–1699), și Imperiului Otoman (1712–1812). Mai apoi a făcut parte din gubernia Basarabia a Imperiului Rus (1812–1917), a Republicii Democratice Moldovenești (1917–1918), a României (1918–1940, 1941–1944), a Uniunii Sovietice (1940–1941, 1944–1991) și a Ucrainei (1991 - prezent).

## Geografie
Orașul Hotin este situat într-o zonă de podiș lipsită de păduri care se află la o altitudine de 247 metri și se întinde mai ales în părțile de est și sud ale județului, până la râul Prut. Înspre râul Nistru se întinde un mal abrupt, unde se află vâlcele scurte și repezi. Pe malul Nistrului, în cartierul rusesc, se află și vechea cetate.

## Istorie

### Începuturile orașului (secolele XI-XV)
Orașul Hotin, situat pe malurile abrupte ale Nistrului, este cunoscut încă din secolul XI, fiind anterior întemeierii Moldovei. Prima referire la o localitate cu denumirea asemănătoare datează de la 22 septembrie 1002, fiind o localitate mică din Rusia kieveană . Cercetările arheologice au demonstrat că orașul kievean ocupa suprafața a circa 20 hectare . A devenit ulterior parte a Principatului de Halici și a formațiunii statale succesoare, Cnezatul Galiției-Volînia. Orașul a fost un centru comercial important grație localizării sale pe cursul Nistrului. O colonie comercială genoveză s-a stabilit acolo în jurul secolului al XIII-lea .
Hotinul este menționat pentru prima dată în anul 1310, ca reședința unui episcop catolic, fiind ocupat în prima jumătate a secolului al XIV-lea de Regatul Poloniei, care a încercat să impună religia catolică comunităților locale, menționate acolo încă din secolele X-XIII. Primele fortificații datează din această perioadă. În anul 1351, Marele Ducat al Lituaniei a cucerit regiunea, dar numai pentru trei ani. Între anii 1359 și 1713, Hotinul s-a aflat în componența Principatului Moldovei, dar din cauza poziției strategice, fiind adeseori asediat și ocupat de Regatul Poloniei și Imperiul Otoman.
Fortificațiile actuale au fost construite după anul 1400 de către domnitorul moldovean, Alexandru cel Bun (1400-1432), cu ajutorul marelui duce al Lituaniei, Vitold, cumnatul său. După moartea lui Alexandru cel Bun, Hotinul a fost ocupat de către Polonia, ca urmare a războaielor dintre urmașii domnitorului moldovean, fiind recucerit de la poloni abia în anul 1459 de către domnitorul moldovean Ștefan cel Mare după un asediu care a durat doi ani. Fortăreața, consolidată de Ștefan cel Mare în cursul celei de-a doua jumătăți a secolului al XV-lea, a devenit una dintre cetățile de apărare a frontierei nordice a Moldovei medievale. În secolele XIV-XVI, Hotinul a fost administrat de pârcălabi moldoveni.
Cetatea a fost întinsă și fortificată mai târziu de domnitorul moldovean Petru Rareș (1527-1538, 1541-1546). Punct strategic de prim ordin, cetatea a servit deseori de adăpost boierilor răsculați și domnitorilor răsturnați din scaun.

### Cucerit de diferite state

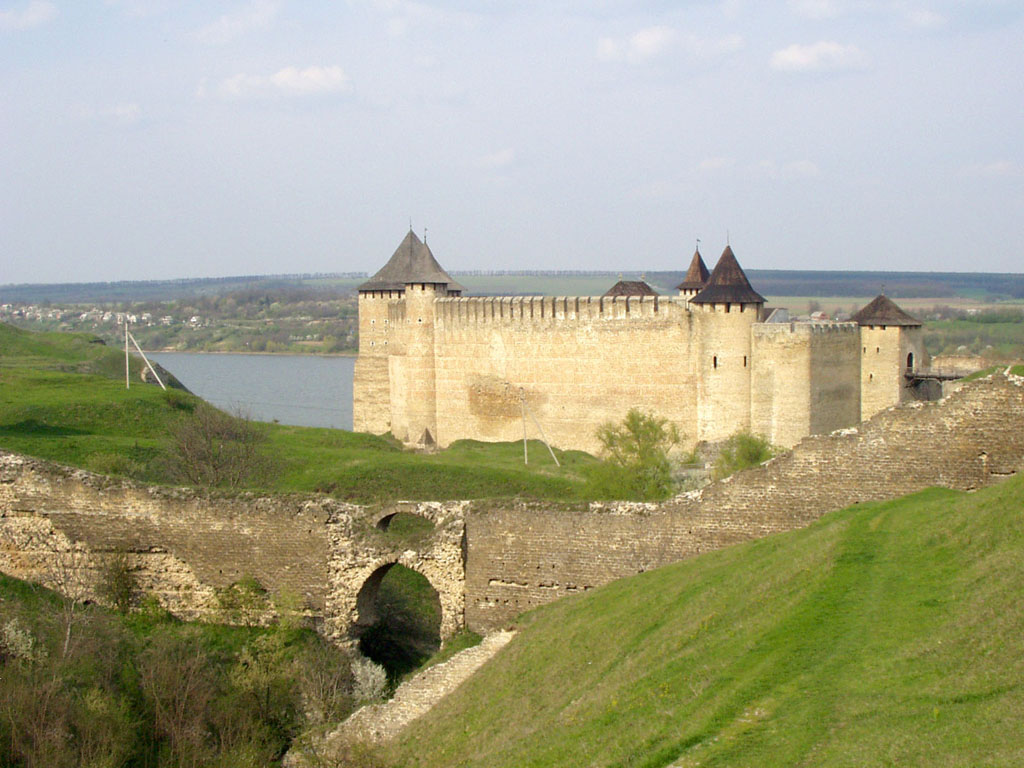
Cetatea Hotinului, aflată pe malul Nistrului.

După înfrângerea sa în Bătălia de la Bacău din mai 1600 de către domnitorul muntean Mihai Viteazul, care a realizat astfel Unirea țărilor române, fostul voievod Ieremia Movilă s-a refugiat în Cetatea Hotinului, împreună cu familia sa (fostul domnitor Simion Movilă, tatăl lui Petru Movilă), cu un grup de boieri credincioși și cu fostul voievod transilvănean, Sigismund Bathory, beneficiind de protecția polonezilor . Ei au purtat o luptă împotriva forțelor armate ale Moldovei și Valahiei conduse de Mihai Viteazul, care au încercat să-i captureze, iar apoi s-au refugiat în Polonia.
Importanța statului moldovean s-a redus ca urmare a luptelor cu Regatul Poloniei și cu Imperiul Otoman, care a obținut controlul asupra acestui punct strategic de graniță. Ca urmare, istoria ulterioară a Hotinului a fost dominată de luptele dintre puterile creștine dornice de expansiune (mai întâi Polonia, apoi Rusia) și Imperiul Otoman. Turcii au suferit două înfrângeri decisive în secolul al XVII-lea în fața oștilor Uniunii Polono-Lituaniene: în 1621 în fața hatmanului Jan Chodkiewicz și din nou în 1673 în fața regelui polonez Ioan III Sobieski.
Imperiul Otoman a ocupat în cele din urmă cetatea, anexând-o de la statul Moldova în anul 1711 după Marele Război al Nordului, iar în perioada 1711-1812, Hotinul a fost centrul raialei Hotinului din cadrul Imperiului Otoman. Turcii au extins și lărgit cetatea, folosind-o ca garnizoană a trupelor și construind acolo și o moschee. O altă putere, Imperiul Țarist, a revendicat regiunea pentru ea în secolul al XVIII-lea. Rușii au asediat și cucerit cetatea în patru ocazii: în 1739 de Burkhard Christoph von Munnich, în 1769 de prințul Alexander Galitzine, în 1788 de prințul Josias de Coburg și de Ivan Saltîkov și în 1807 de Ivan Michelson.
Prin Tratatul de pace de la București, semnat pe 16/28 mai 1812, între Imperiul Rus și Imperiul Otoman, la încheierea războiului ruso-turc din perioada 1806 – 1812, Rusia a ocupat teritoriul de est al Moldovei dintre Prut și Nistru, pe care l-a alăturat Ținutului Hotin și Basarabiei/Bugeacului luate de la Turci, denumind acest ansamblu teritorial Basarabia (în 1813) și transformându-l într-o gubernie împărțită în zece ținuturi (Hotin, Soroca, Bălți, Orhei, Lăpușna, Tighina, Cahul, Bolgrad, Chilia și Cetatea Albă, capitala guberniei fiind stabilită la Chișinău).
La începutul secolului al XIX-lea, conform recensământului efectuat de către autoritățile țariste în anul 1817, orașul Hotin era reședință a Ținutului Hotin . În anul 1826, a fost realizată o stemă a orașului. În 1832, s-a construit o biserică cu hramul „Sf. Aleksandr Nevski” în incinta cetății. În anul 1856, guvernul rus a abrogat statutul de zonă militară a Cetății Hotinului.
În perioada 1812-1918, Hotinul a fost centrul administrativ al Ținutului Hotin, unul dintre cele 12 ținuturi (ulterior nouă) ale guberniei Basarabia. În anul 1897 populația sa era de 23.800 locuitori. Cea mai mare parte a locuitorilor erau de etnie evreiască și rusă. În secolul al XIX-lea, din cauza motivelor de ordin economic și a apropierii geografice de Camenița (un centru politic important în Evul Mediu și la începutul Epocii Moderne), populația ucraineană a Basarabiei, îndeosebi în nordul său, a sporit semnificativ de la circa 15.000 în 1810 la circa 200.000 în 1917 (din care peste jumătate se afla în jumătatea de nord a Ținutului Hotin), în principal din cauza migrației din Podolia (de peste râul Nistru).
În timpul Primului Război Mondial, colțul de nord-est al Ținutului Hotin a fost singura porțiune a Basarabiei, care a fost ocupată temporar de către Austro-Ungaria.

### Reședință de județ în România Mare

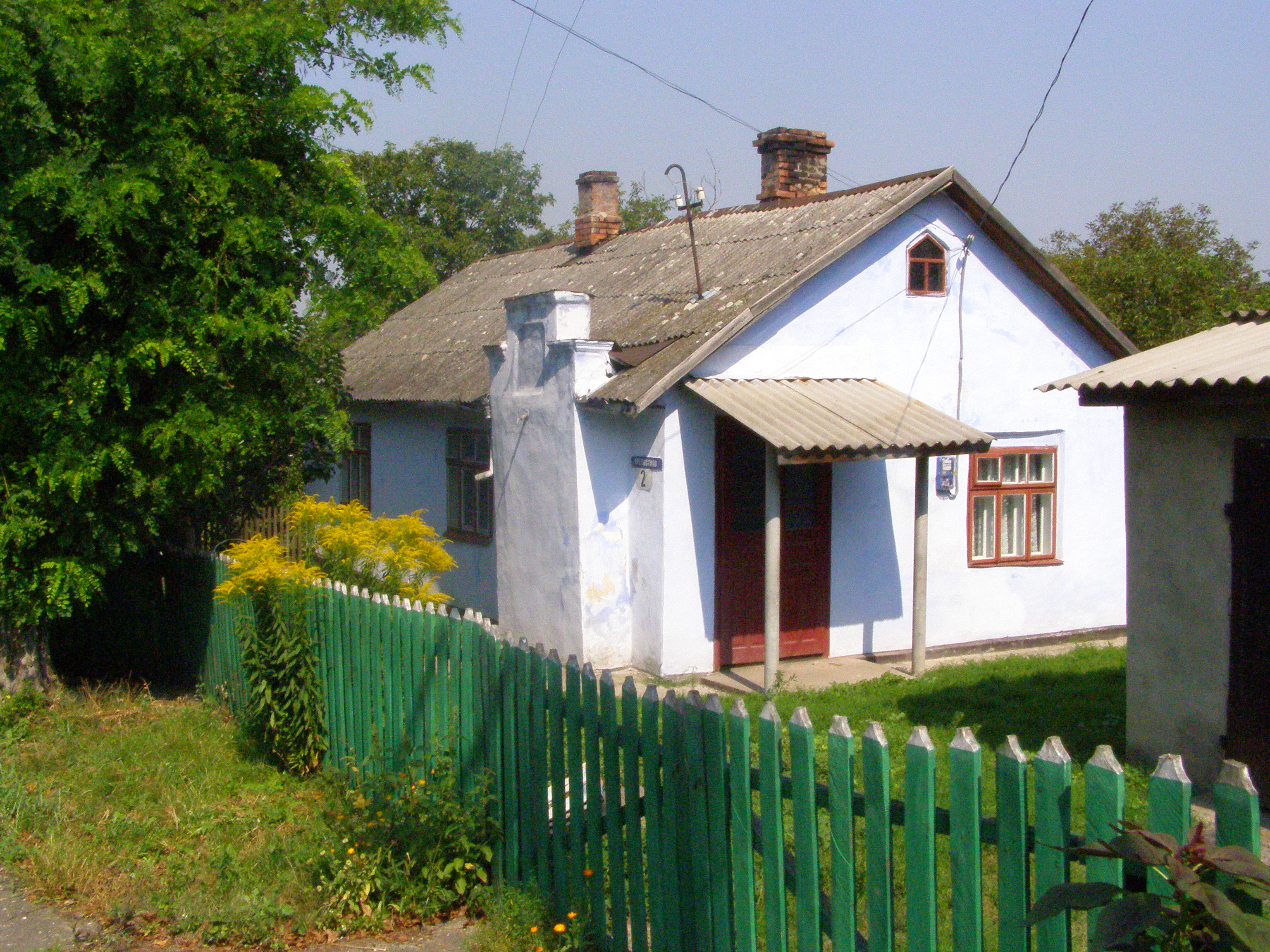
Casă din orașul Hotin.

Odată cu prăbușirea Imperiului Rus în timpul Primului Război Mondial, Basarabia s-a proclamat independentă de Rusia în anul 1917 și s-a unit cu România la 27 martie/9 aprilie 1918. România și Austria au semnat un tratat de pace în mai 1918 și austriecii s-au retras. Tratatul nu a fost ratificat niciodată de către România, fostă aliată a Antantei rămasă izolată, iar la 10 noiembrie 1918 România a reintrat în război.
Austriecii au deținut controlul asupra Hotinului și a câtorva sate din jurul său pentru câteva luni începând de la 28 februarie 1918 , până ce România le-a ocupat, ca urmare a faptului că la 27 martie/9 aprilie 1918 Sfatul Țării din Basarabia (Est-Moldova) a proclamat Unirea Basarabiei cu România. La 10 noiembrie 1918, trupele Armatei Române au intrat în Hotin.
La scurtă vreme, în ianuarie 1919, trupele rusești bolșevizate care se retrăgeau în dezordine de pe front, dezertând în masă, la care s-au raliat unii locuitori ucraineni ai regiunii care doreau să se înființeze un stat ucrainean, precum și anarhiștii lui Nestor Mahno, au pătruns în Hotin și au ocupat orașul pentru aproape 3 săptămâni. Literatura ucraineană denumește aceste evenimente Răscoala de la Hotin  și pune accentul pe dorința locuitorilor ucraineni de a înființa aici un stat ucrainean, spunând că răscoala a fost exploatată de unii agitatori bolșevici.
Ca urmare a revoltei, puterea a fost preluată de un Directorat condus de I. Voloșenko-Mardariev la Hotin.. Directoratul a trecut și la ocuparea altor zone, iar Armata Română a intervenit pentru a restabili ordinea și a-i alunga pe bolșevici. Timp de 10 zile (23 ianuarie - 1 februarie 1919) s-au dat lupte între răsculați și trupele regale române, trupele române reocupând Hotinul la 1 februarie 1919. În prezent, ucrainenii susțin că s-au efectuat represalii contra localnicilor ucraineni care sprijiniseră revolta, iar după ce Răscoala de la Hotin a fost înăbușită de Armata Română, România a implementat politici pro-naționaliste de re-românizare a teritoriului..
După Primul Război Mondial, orașul Hotin a făcut parte din componența României, ca localitate de reședință a județului Hotin. Acest oraș a fost cel mai nordic oraș al României Mari, fiind situat la 283 km de Chișinău și la 554 km de București. Era oraș de graniță, populația sa sporind în acea perioadă prin sosirea mai multor emigranți de peste Nistru. Cea mai apropiată stație de cale ferată era în satul Larga și se găsea la 35 km distanță.
În anul 1930, orașul avea 15.287 locuitori, din care 7.344 bărbați și 7.943 femei, fiind cea mai mare localitate din județ ca număr de locuitori. Ca proporție, diferitele naționalități erau grupate astfel: evrei (37,7%), ruși (36,6%), ucraineni (14,8%), români (8,8%), alții (2,1%) .
În perioada interbelică au funcționat aici o prefectură, o primărie, un tribunal (cu o secțiune, 9 magistrați și 1 procuror în circumscripția Curții de Apel din Cernăuți), o judecătorie, o administrație financiară, o secție de poliție, o legiune de jandarmi, o percepție, un revizorat școlar, un serviciu sanitar județean, un serviciu sanitar comunal, un serviciu veterinar județean, un serviciu agricol, o cameră de agricultură, o cameră de comerț și industrie, un serviciu județean de drumuri, un birou de măsuri și greutăți, un punct vamal, o închisoare, un oficiu P.T.T. de stat și un oficiu telefonic. Din cele cinci drumuri naționale care străbăteau județul, trei treceau prin Hotin: Cernăuți - Hotin, Hotin – Briceni – Bălți și Săveni – Lipcani – Hotin.

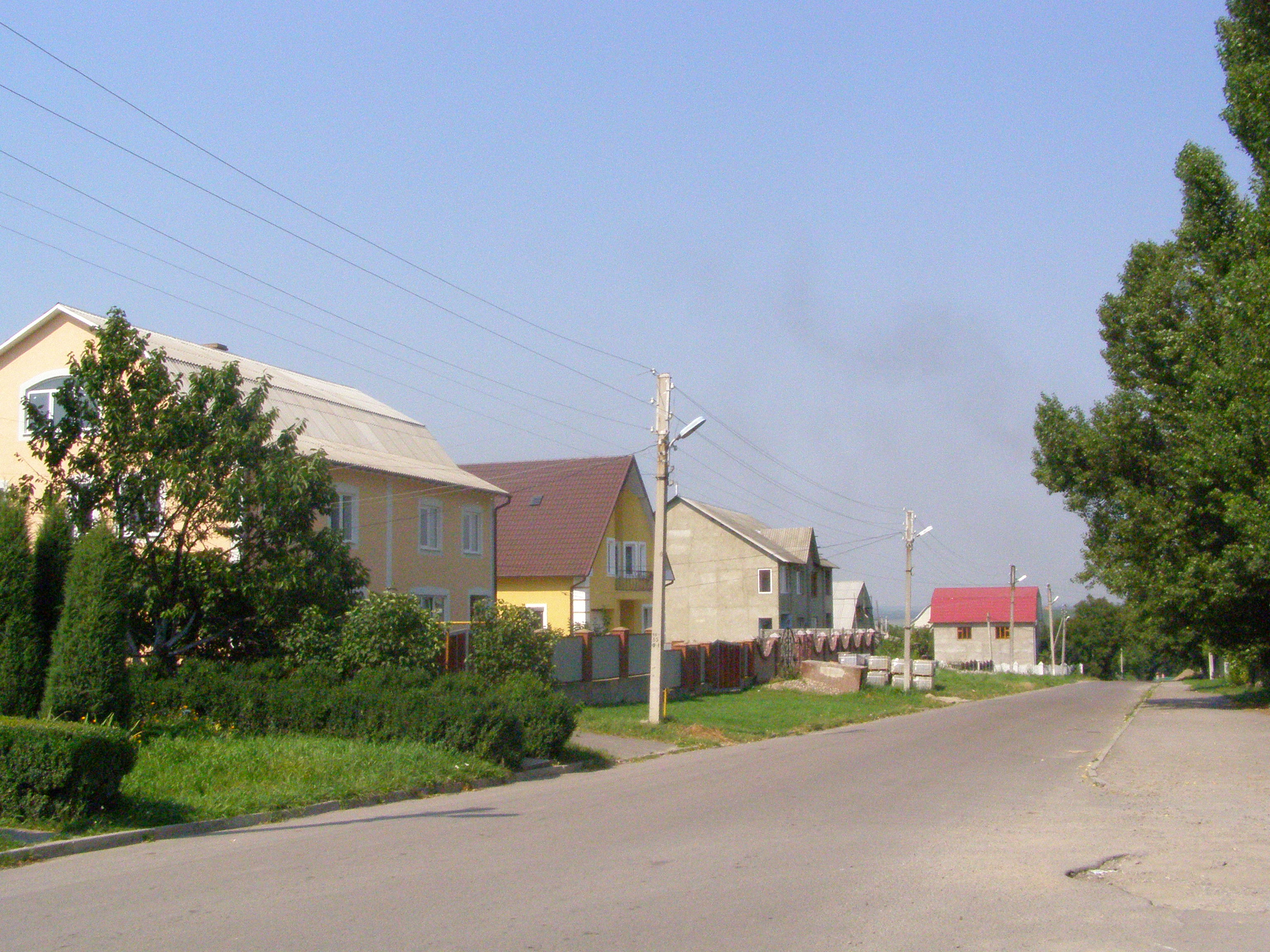
Stradă din orașul Hotin.

Orașul era industrializat, dar nefiind legat de interiorul României prin cale ferată, el a rămas un centru de schimb al produselor din imediata apropiere: cereale, animale și produse animale. Aici funcționau o uzină electrică, o fabrică de bere, o fabrică de spirt, 5 fabrici de ulei, 2 fabrici de bomboane, o fabrică de săpun, 12 mori, 1 carieră de calcar pentru fabricarea varului, 3 fabrici de cărămidă și un abator comunal. De asemenea, își desfășurau activitatea în localitate o agenție a Băncii Naționale a României, Banca "Basarabia", Banca Corpului Didactic, Banca "Cetatea", 2 bănci populare, Banca de împrumut și păstrare.
Fiind un centru important pe plan local, ființau aici Liceul de băieți "Marele Voevod Mihai", Liceul de fete "Iulia Hașdeu", un liceu comercial de băieți, un gimnaziu industrial de băieți, un gimnaziu industrial de fete, 10 școli primare și 3 grădinițe. De asemenea, pentru ocrotirea sănătății își desfășurau activitatea un spital județean de stat, un spital evreiesc, un oficiu al Casei Asigurărilor Sociale din Cernăuți care dispunea de servicii medicale în localitate .
Existau și societăți cultural-sportive (o filială a Asociației „ASTRA” pentru cultură și literatura română în Bucovina, 2 biblioteci publice, 1 filială a Societății „Făuritorii României Mari”, Societatea Culturală „Ateneul Bogdan Petriceicu-Hașdeu”), biserici (1 protopopiat ortodox care se afla în jurisdicția Episcopiei Hotinului a Mitropoliei Bucovinei, 3 biserici ortodoxe, 1 biserică romano–catolică, 2 biserici lipovenești, 1 biserică armenească, 1 casă de rugăciune baptistă și 17 sinagogi) sau instituții de binefacere (Societatea poloneză de binefacere, Societatea izraelită de binefacere). Erau editate aici revista săptămânală “Glasul Hotinului”, revista lunară “Aurora” și “Buletinul județului Hotin”.

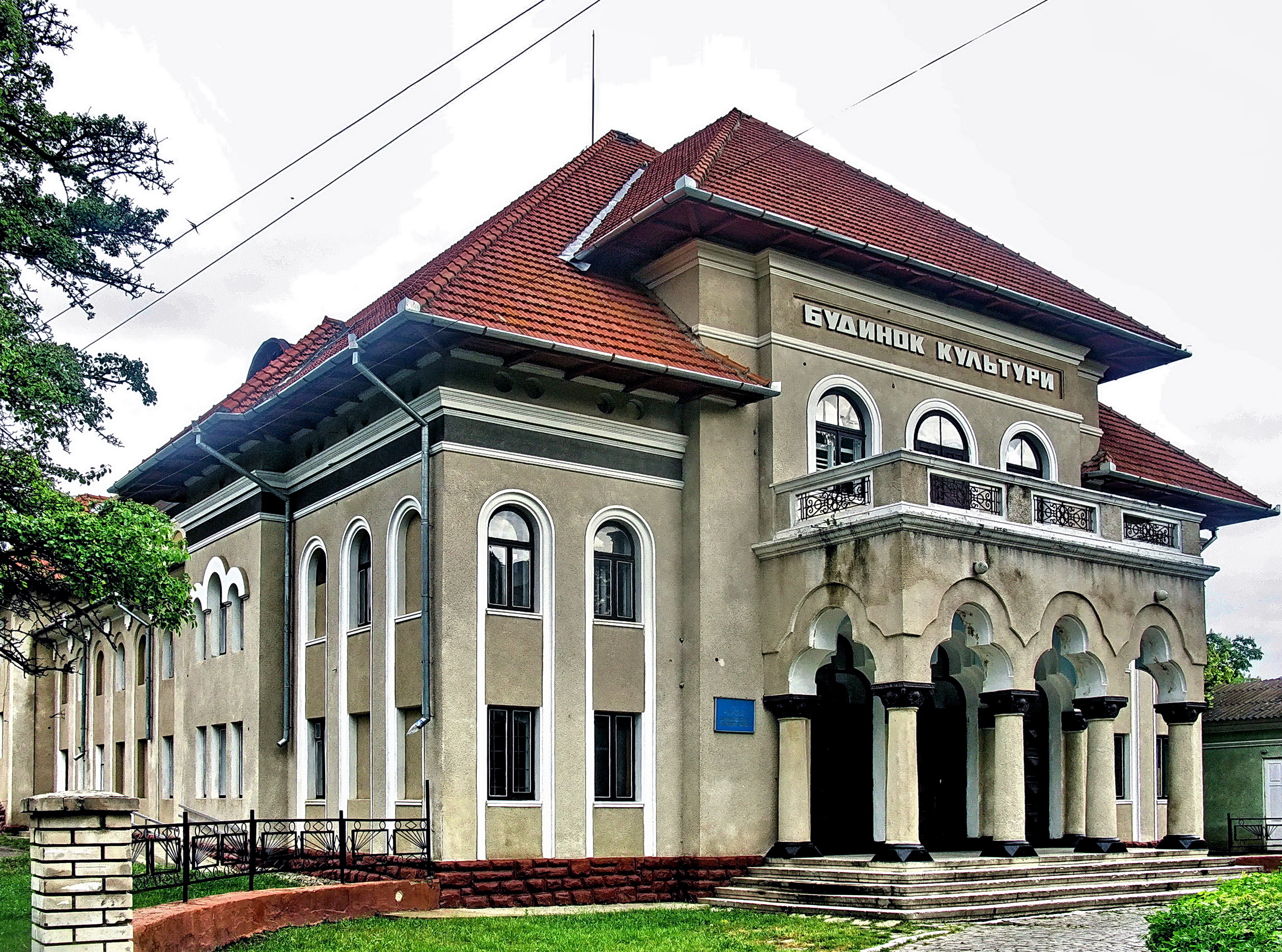
Teatrul din Hotin, construit în stil neoromânesc în 1934

### Parte a statului sovietic

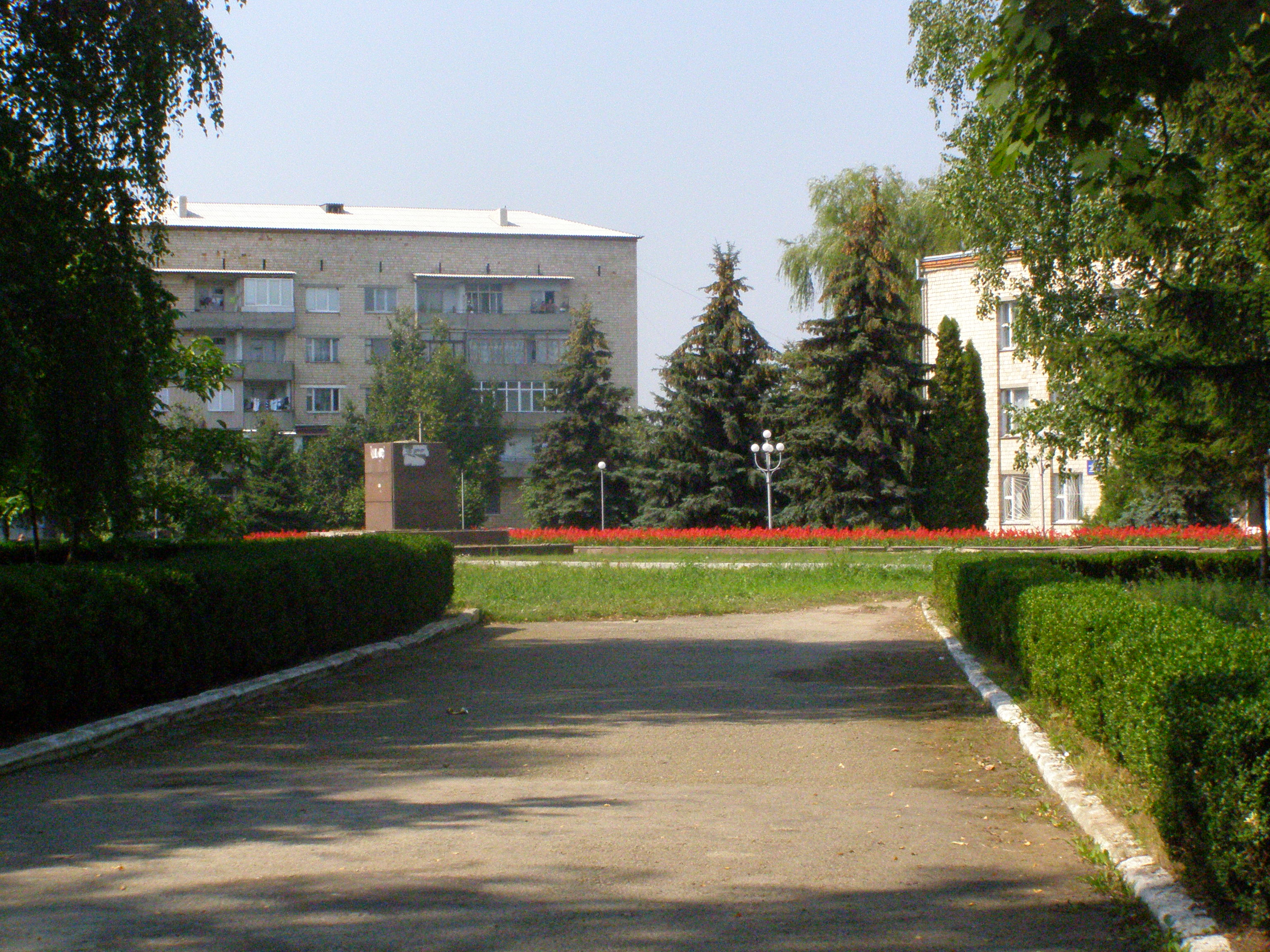
Imagine din centrul orașului.

Ca urmare a Pactului Ribbentrop-Molotov (1939), Basarabia, Bucovina de Nord și Ținutul Herța au fost anexate de către URSS la 28 iunie 1940. După ce Basarabia a fost ocupată de sovietici, Stalin a dezmembrat-o teritorial în trei părți. Astfel, la 2 august 1940, a fost înființată RSS Moldovenească, iar părțile de sud (județele românești Cetatea Albă și Ismail) și de nord (județul Hotin) ale Basarabiei, precum și nordul Bucovinei și Ținutul Herța au fost alipite RSS Ucrainene. La 7 august 1940, a fost creată regiunea Cernăuți, prin alipirea părții de nord a Bucovinei cu Ținutul Herța și cu cea mai mare parte a județului Hotin din Basarabia . După ocuparea Basarabiei, serviciile secrete bolșevice au început arestarea și deportarea populației de origine română din zona Hotinului sub acuzația de spionaj și de exploatare a clasei muncitoare.
În perioada iulie 1941 - martie 1944, toate teritoriile anexate anterior de URSS au reintrat în componența României. Apoi, cele trei teritorii au fost reocupate de către URSS în anul 1944 și integrate în componența RSS Ucrainene, conform organizării teritoriale făcute de Stalin după anexarea din 1940, când Basarabia a fost ruptă în trei părți.
Regimul sovietic a determinat și schimbări în cadrul componenței etnice a localității. Ca o comparație între anii 1959 și 1930, proporția ucrainenilor crescuse mult de la 15% la 72%, iar ponderea celorlalte trei etnii se diminuase semnificativ astfel: ruși de la 37% la 16%, evreii de la 38% la 8% și românii de la 9% la 4% . Populația românească fusese deportată din ordinul lui Stalin în Kazahstan în anul 1940, iar populația evreiască fusese exterminată în cel de-Al Doilea Război Mondial.

### Oraș în Ucraina
Începând din anul 1991, orașul Hotin face parte din raionul Hotin al regiunii Cernăuți din cadrul Ucrainei independente, fiind centru administrativ raional. Conform recensământului din 1989, numărul locuitorilor care s-au declarat români plus moldoveni era de 139 (32+107), adică 1,19% din populația localității . În prezent, orașul are 7.293 locuitori, preponderent ucraineni.
Întreprinderile din oraș sunt din domeniul industriei alimentare (produse lactate, dulciuri), lemnului și textile. În oraș ființează un colegiu agricol, un colegiu tehnic, o școală pentru copiii cu handicap etc. Ziua orașului este serbată la data de 14 octombrie.
În anul 2000, Guvernul Ucrainei a înființat Rezervația istorico-arhitecturală "Cetatea Hotinului" (Khotynska Fortetsia) . În septembrie 2002, orașul a sărbătorit 1000 ani de la înființarea sa .

## Cele două bătălii purtate la Hotin

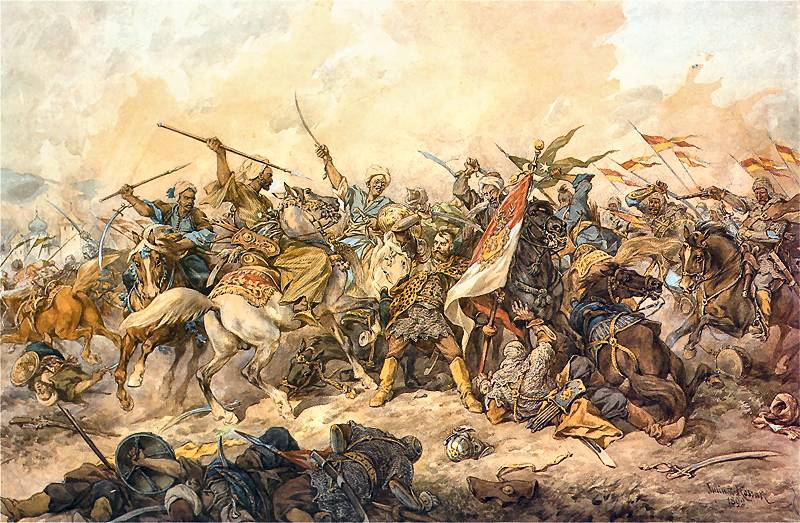
„Apărând steagul polonez la Hotin” pictură de Juliusz Kossak

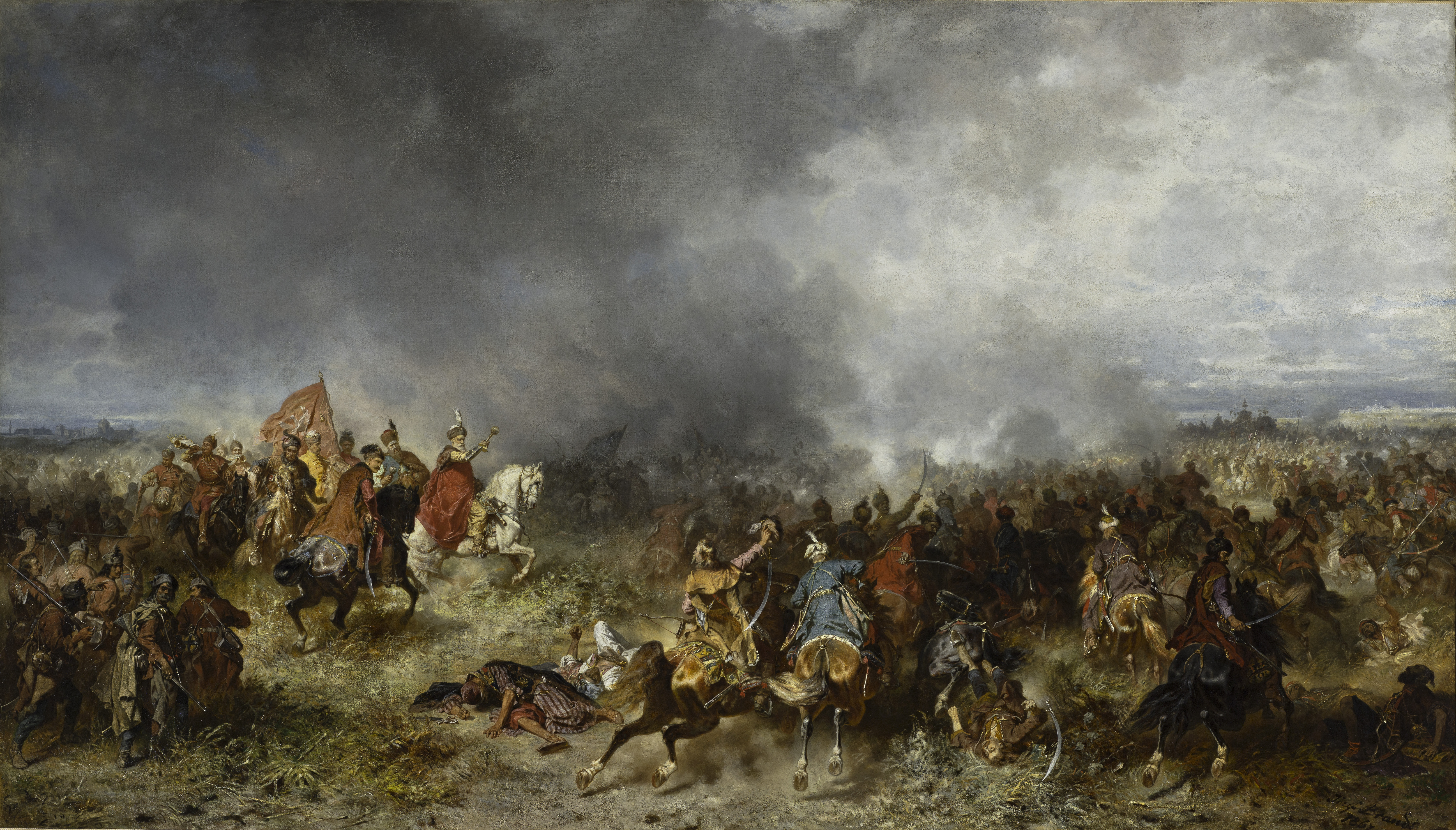
„Jan Karol Chodkiewicz (în roșu) la Hotin”

În prima Bătălie de la Hotin din anul 1621, o armată de 200.000 - 250.000 de veterani turci, conduși de sultanul Osman al II-lea (1618-1622), au pornit de la Adrianopole către frontiera cu Polonia. Turcii, după ce au obținut victoria în Bătălia de la Țuțora (17 septembrie - 7 octombrie 1620), au sperat să cucerească Ucraina ocupată de Polonia. Comandantul Uniunii Polono-Lituaniene, hatmanul lituanian Jan Karol Chodkiewicz a traversat Nistrul în septembrie 1621 cu aproximativ 35.000 soldați și s-a așezat în Cetatea Hotinului, blocând drumul oastei otomane. Sosirea a 40.000 de cazaci zaporojeni sub comanda hatmanului Petro Konașevici a ajutat la obținerea victoriei antiotomane. Hatmanul lituanian i-a ținut pe turci în câmp deschis timp de o lună întreagă, până ce prima zăpadă din toamnă l-a determinat pe Osman să-și retragă forțele reduse. Victoria a fost obținută de Polonia cu sacrificii, cu câteva zile înainte de asediu, bătrânul hatman lituanian a murit de epuizare în cetate la 24 septembrie 1621. Forțele Uniunii au trecut apoi sub comanda lui Stanisław Lubomirski. Bătălia, descrisă de scriitorul Wacław Potocki în celebra sa operă Transakcja wojny chocimskiej, a marcat sfârșitul unei lungi perioade de războaie.
În anul 1673, husarii poloni au dus o nouă bătălie majoră în acest loc (a doua Bătălie de la Hotin). De această dată, forțele poloneze aflate sub comanda viitorului rege Ioan Sobieski i-au înfrânt pe otomani la 11 noimebrie 1673. În această bătălie, ghiulelele lui Kazimierz Siemienowicz au fost folosite cu succes. Această strălucită victorie a reprezentat un preludiu al Bătăliei de la Viena din 1683.
În războiul ruso-turc, cetatea a fost cucerită de către feldmareșalul rus Burkhard Christoph von Munnich la 19 august 1739. Această victorie este amintită îndeosebi prin poezia Odă la luarea Hotinului de la turci, compusă de tânărul Mihail Lomonosov . Această odă deține un loc în istoria literaturii ruse: versurile sale sonore iambice sunt adesea considerate ca un punct de început al poeziei rusești moderne. Astăzi cetatea este muzeu și constituie o mărturie a puterii și întinderii Moldovei din Evul Mediu.

## Demografie
Componența lingvistică a orașului Hotin
     Ucraineană (93,73%)
     Rusă (4,96%)
     Alte limbi (1,19%)
Conform recensământului din 2001, majoritatea populației orașului Hotin era vorbitoare de ucraineană (93,73%), existând în minoritate și vorbitori de rusă (4,96%).
1897: 23.800
1930: ▼15.334 (recensământ)
1941: ▼7.579 (recensăm.) 
1989: ▲11.719 (recensăm.) 
2001: ▼11.124 (recensăm.)
2007: ▼10.438 (estimare)
2013: ▼9.692 (estim.)

## Personalități
- Familia Miclescu provine din Ținutul Hotinului
- Alexandrina Cernov (n. 1943) - critic și istoric literar
- Alemdar Mustafa Pașa (1765-1808) - mare vizir otoman, născut la Hotin
- Azriel Yanover (1875-1938) - poet de limbă idiș, dramaturg și învățător; a locuit la Hotin începând din 1895.
- Amfilohie Hotiniul (1735- aprox. 1800)- episcop de Hotin și autor de manuale.
- Karađorđe Petrović- Conducătorul și primul rege al Serbiei, a locuit la Hotin
- Iliaș Colceag (n. ? – d. 1743)- militar moldovean, pașă a cetății Hotin sub ocârmuirea turcească a lui Ahmed al III-lea și Mahmud I.

## Obiective istorice
- Cetatea Hotinului
- Biserica "Sf. Nicolae" - atribuită lui Ștefan cel Mare și reședință a învățatului episcop Amfilohie Hotiniul (1767-1770). În perioada stăpânirii turcești (după 1770), a fost degradată și transformată în moschee.
- Cimitirul evreiesc din Hotin - indexat de Comisia SUA pentru Prezervarea Moștenirii Americane din străinătate (US Commission for the Preservation of America's Heritage Abroad)